# 菲德利蒂 (伊利諾伊州)
菲德利蒂（英語：Fidelity）是位於美國伊利諾伊州澤西縣的一個村落。

## 地理
菲德利蒂的座標為39°09′17″N 90°09′50″W / 39.15472°N 90.16389°W，而該地最高點為海拔高度194米（即636英尺）。

## 人口
根據2010年美國人口普查的數據，菲德利蒂的面積為0.28平方千米，當中陸地面積為0.28平方千米，而水域面積為0.00平方千米。當地共有人口114人，而人口密度為每平方千米407人。